# Завод за заштиту споменика културе Крагујевац
| Завод за заштиту споменика културе Крагујевац |                                                      |
|                                               |                                                      |
|                                               |                                                      |
| Оснивач:                                      | Срез крагујевачки                                    |
| Основан:                                      | 1966.                                                |
| Седиште:                                      | Улица Крагујевачког октобра 184, · Крагујевац Србија |
| Веб презентација                              | https:http://www.kulturnonasledje.com/               |
| Контакт:                                      | 034/335-595                                          |

Завод за заштиту споменика културе Крагујевац је установа културе, са седиштем у Крагујевцу, основан је одлуком Скупштине среза Крагујевац 25. новембра 1966. године. Зграда Завода налази се у крагујевачком Великом парку.

## Историјат
У почетку рада Завод је територијално покривао подручје тадашњег Среза Крагујевац. По укидању срезова делатност Завода привремено је проширена на општине Велика Плана, Жабари, Петровац, Жагубица, Мало Црниће, Кучево, Љиг, Мионица, Уб, Ваљево, Осечина, Крупањ, Љубовија, Мали Зворник, Лозница, Шабац, Владимирци, Богатић и Коцељева.
Оснивањем завода за заштиту споменика културе Ваљево, 1986. године, територије општина Подриња и Колубаре прелази у надлежност тог завода. Коначно, оснивањем Завода за заштиту споменика културе у Смедереву 1995. године, општине Велика Плана, Жабари, Петровац, Жагубица, М. Црниће и Кучево прелаѕе у надлежност овог завода.

## Основна делатност Завода
Основна делатност Завода је спровођење система заштите споменика културе, просторних културно-историјских целина, археолошких налазишта и знаменитих места, као и свих осталих добара, која су у овој институцији евидентирана, уписана као добра која уживају претходну заштиту и имају одлике на основу којих заслужују да буду заштићени од стране државе.
Завод у Крагујевцу данас обавља делатност на територији градова Крагујевац и Јагодина и једанаест општина Шумадијског и Поморавског региона. На овој територији регистровано је 168 непокретних културних добара и то:
- 149 споменика културе
- 9 археолошких налазишта
- 6 просторно културно-историјских целина и
- 4 знаменита места

## Послови Завода
- истраживање и евидентирање културних добара,
- проучавање и заштита добара, предлагање проглашења споменика за културно добро, вођење посебних регистара и документације о одређеном културном добру,
- пружање помоћи и сарадње имаоцу културног добра,
- истраживање и презентовање културних добара
- израђивање студија, програма и пројеката за извођење радова на конзервацији, рестаурацији и заштити урбаних и руралних амбијената и целина,
- израђивање студија и пројеката делова просторних планова, који се односе на стање и валоризацију културних добара,
- вршење непосредног стручног надзора над извођењем конзерваторско-рестаураторских радова на споменицима културе,
- издавање услова за предузимање мера техничке заштите за културна добра, као и добра која уживају претходну заштиту,
- објављивање резултата истраживачких радова
- вршење разних других стручних послова у области заштите културних добара.

## Организационе јединице
Рад у Заводу за заштиту споменика културе у Крагујевцу организован је у оквиру три организационе јединице и то:
- служба за заштиту, студије и документацију,
- служба за рад на техничкој заштити,
- служба општих послова.